# Smithboro
Smithboro és una població dels Estats Units a l'estat d'Illinois. Segons el cens del 2000 tenia 200 habitants.

## Demografia
Segons el cens del 2000, Smithboro tenia 200 habitants, 76 habitatges, i 55 famílies. La densitat de població era de 65,4 habitants/km².
Dels 76 habitatges en un 38,2% hi vivien nens de menys de 18 anys, en un 56,6% hi vivien parelles casades, en un 11,8% dones solteres, i en un 27,6% no eren unitats familiars. En el 25% dels habitatges hi vivien persones soles el 9,2% de les quals corresponia a persones de 65 anys o més que vivien soles. El nombre mitjà de persones vivint en cada habitatge era de 2,63 i el nombre mitjà de persones que vivien en cada família era de 3,16.
Per edats la població es repartia de la següent manera: un 29,5% tenia menys de 18 anys, un 7,5% entre 18 i 24, un 30,5% entre 25 i 44, un 19% de 45 a 60 i un 13,5% 65 anys o més.
L'edat mediana era de 36 anys. Per cada 100 dones de 18 o més anys hi havia 85,5 homes.
La renda mediana per habitatge era de 21.250 $ i la renda mediana per família de 31.042 $. Els homes tenien una renda mediana de 41.250 $ mentre que les dones 11.875 $. La renda per capita de la població era de 10.284 $. Aproximadament el 25,5% de les famílies i el 26,4% de la població estaven per davall del llindar de pobresa.

## Poblacions més properes
El següent diagrama mostra les poblacions més properes.